# Bobbi Motor Car Corporation
Die Bobbi Motor Car Corporation war ein US-amerikanischer Automobilhersteller.

## Beschreibung

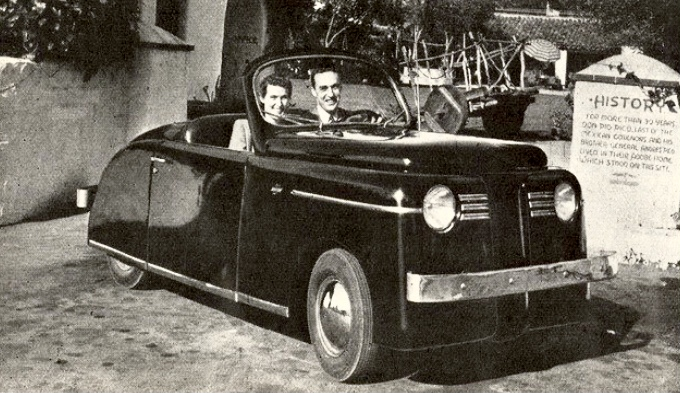
Bobbi-Kar

Das Unternehmen aus San Diego in Kalifornien stellte zwischen 1945 und 1947 Automobile her, die als Bobbi-Kar vermarktet wurden. 1947 wurde die Firma wegen rechtlichen und finanziellen Problemen in Dixie Motor Car Corporation umbenannt und zog nach Birmingham (Alabama) um. Firmengründer war S. A. Williams; die Wagen wurden von B. F. Goodrich konstruiert. 1948 ging hieraus die Keller Motors Corporation in Huntsville (Alabama) hervor.
Der Bobbi-Kar war ein Wagen der unteren Mittelklasse, der als Limousine und Coupé mit jeweils zwei Türen und als dreitüriger Kombi verfügbar war. Zum Antrieb diente ein seitengesteuerter Vierzylinder-Reihenmotor mit 1064 cm³ Hubraum, der eine Leistung von 25 bhp (18,4 kW) entwickelte. Bei der Limousine und beim Kombi war dieser Motor vorne eingebaut, beim Coupé hinten. In jedem Falle trieb er die Hinterräder an.
Die Karosserien waren aus GFK gefertigt. Für das Coupé gab es ein Hardtop aus Stahl und der Kombi hatte an den Seiten Holzteile verarbeitet, war also ein „Woody“. Die Federung funktionierte über gummiummantelte Torsionsstäbe.